# Bryum coronatum
Bryum coronatum är en bladmossart som beskrevs av Schwaegrichen 1816. Bryum coronatum ingår i släktet bryummossor, och familjen Bryaceae. Inga underarter finns listade i Catalogue of Life.